# Йоганнес Бельтер
Йоганнес «Ганс» Бельтер (нім. Johannes „Hans“ Bölter; 19 лютого 1915, Мюльгайм-на-Рурі — 16 вересня 1987, Мюльгайм-на-Рурі) — німецький танкіст-ас, гауптман вермахту (1 січня 1945). Кавалер Лицарського хреста Залізного хреста з дубовим листям.

## Біографія
1 квітня 1933 року вступив у 10-й кінний полк. В 1935 році переведений у 8-у роту 1-го танкового полку 1-ї танкової дивізії, з якою взяв участь у Польській та Французькій кампаніях, а також в Німецько-радянській війні. В жовтні 1941 року поранений. Після одужання зарахований в 502-й важкий танковий батальйон, з яким у вересні 1942 року відправлений на північну ділянку Східного фронту. В 1943 році очолив 1-у роту свого батальйону. Відзначився у боях під Невелем (осінь 1943) та південніше Плескау (квітень 1944). 19 квітня 1944 року його «Тигр» був підбитий, а сам Бельтер важко поранений. Після одужання зарахований в 500-й танковий запасний і навчальний батальйон. З грудня 1944 року — командир роти унтерофіцерського училища танкових військ в Айзенбасі. Наприкінці війни командував збірною бойовою групою у Кассельському казані. Всього за час бойових дій знищив 144 танки. На початку травня 1945 року дістався до Ерфурта, де знаходилась його дружина та діти. На початку 1950-х років втік у ФРН.

## Нагороди
- Шнур за відмінну стрільбу з карабіна
- Медаль «За вислугу років у Вермахті» 4-го класу (4 роки)
- Залізний хрест
  - 2-го класу (30 вересня 1939)
  - 1-го класу (15 липня 1940)
- Нагрудний знак «За танкову атаку»
  - в сріблі (26 червня 1940)
  - 2-го ступеня «25» (15 липня 1944)
  - 3-го ступеня «50» (1 вересня 1944)
- Нагрудний знак «За поранення»
  - в чорному (2 липня 1940)
  - в сріблі (8 лютого 1943)
  - в золоті (3 серпня 1944)
- Медаль «За зимову кампанію на Сході 1941/42» (1942)
- Німецький хрест в золоті (29 березня 1943)
- Лицарський хрест Залізного хреста з дубовим листям
  - лицарський хрест (16 квітня 1944)
  - дубове листя (№581; 10 вересня 1944)